# Monstrrrualna erudycja
Monstrrrualna erudycja – seria książek wydawana od 1994 roku w Wielkiej Brytanii przez Scholastic Ltd., przeznaczona dla czytelników w wieku 8-14 lat. Z humorem opisuje tematy przyrodnicze, geograficzne i społeczeństwo. W Polsce seria wydawana jest od 1998 roku przez wydawnictwo Egmont Polska. 
Wspólna nazwa Monstrrrualna erudycja, używana w Polsce, obejmuje książki, które w oryginale, w języku angielskim, wydawane były w kilku seriach:
- Horrible Science (Strrraszna nauka)
- Horrible Geography (Strrraszna geografia)
- The Knowledge (Wiedza)
- Murderous Maths (Zabójcza matematyka)
- Foul Football (Sfaulowany futbol)

## Autorzy
- Nick Arnold – autor tomów o tematyce przyrodniczej. Jego tekstom towarzyszą ilustracje Tony'ego de Saulesa. Autor serii Horrible Science – Strrraszna przyroda. Napisał m.in. Archaiczną archeologię, Kipiący mózg, Straszne zwierzęta, Straszliwą prawdę o czasie.
- Anita Ganeri – autorka tomów poświęconych geografii. Ilustratorem jest Mike Philips. Autorka serii Horrible Geography – Strrraszna geografia. Napisała m.in. Burzliwe oceany, Wściekłe wulkany, Wstrząsające trzęsienia ziemi, Pogodową ruletkę.
- Kjartan Poskitt – pisze głównie o matematyce. Ilustrator – Philip Reeve. Autor serii Murderous Maths – Zabójcza matma. Napisał m.in. Tę zabójczą matmę, Czy masz szczęście? – Tajemnice prawdopodobieństwa, Tę porażającą galaktykę.
- Michael Cox – pisze głównie o sztuce i o społeczeństwie, autor m.in. Odlotowej muzyki, Fascynującej sztuki, Cudów Internetu i inne.
- Michael Coleman – pisze głównie o sporcie (m.in. Sfaulowany futbol, Płomienne olimpiady, Pokopany mundial 2006).
- Diana Kimpton i Martin Oliver – pozostałe tematy, m.in. "Fascynujący świat filmu", "Efektowne efekty specjalne", "Skamieniałe dinozaury", "Tajemniczy świat kodów".
- Alan Macdonald – "Czadowa czekolada"

## Tomy
1. Archaiczna archeologia (tom poświęcony archeologii)
2. Buntownicze roboty (roboty)
3. Burzliwe oceany (morza i oceany)
4. Chemiczny chaos (chemia)
5. Cuda Internetu (internet)
6. Czadowa czekolada (historia czekolady)
7. Czy masz szczęście? – Tajemnice prawdopodobieństwa (prawdopodobieństwo)
8. Dęta dynastia (dynastia Windsorów)
9. Efektowne efekty specjalne (efekty specjalne)
10. Ewolucja czy egzekucja? (ewolucja, wymarłe zwierzęta)
11. Fascynująca sztuka (sztuka)
12. Fascynujący świat filmu (filmy)
13. Katastrofalne komputery (komputery)
14. Kipiący mózg (mózg)
15. Kosmos gwiazdy i zakichani kosmici (astronomia, kosmici i UFO)
16. Księga dziwnych eksperymentów (doświadczenia)
17. Krew, kości i cała reszta (anatomia ludzkiego ciała)
18. Magia iluzji (iluzja)
19. Medyczny miszmasz (medycyna)
20. Nieustraszeni odkrywcy (odkrycia geograficzne)
21. Nieznośna natura (natura)
22. Odlotowa muzyka (muzyka)
23. Odlotowa geografia (geografia)
24. Płomienne olimpiady (olimpiady)
25. Pogodowa ruletka (pogoda, meteorologia)
26. Pokopany Mundial 2006 (Mundial 2006)
27. Porażająca galaktyka (astronomia)
28. Potworne jeziora (jeziora)
29. Przerażające pustynie (pustynie)
30. Sfaulowany futbol (piłka nożna)
31. Skamieniałe dinozaury (dinozaury)
32. Straszliwa prawda o czasie (czas)
33. Straszne zwierzęta (niebezpieczne zwierzęta)
34. Sudoku – 100 cyfrowych łamigłówek (sudoku)
35. Śmiertelne choroby (choroby)
36. Ta zabójcza matma (matematyka)
37. Tajemniczy świat kodów (kody, kodowanie)
38. Te paskudne robale (owady, pajęczaki)
39. Tragikomiczne dzieje teatru (teatr, historia teatru)
40. Wielka księga quizów (quizy)
41. Wrzask mody (moda)
42. Wstrząsająca elektryczność (elektryczność, elektryka)
43. Wstrząsające trzęsienia ziemi (trzęsienia ziemi, sejsmologia)
44. Wściekłe wulkany (wulkany, wulkanologia)
45. Wyspy ludne i bezludne (wyspy)